# Rape Day
Rape Day ist eine Visual Novel des britischen Entwicklers Desk Plant, die das Spiel am 9. März 2019 veröffentlichten.
Das Spiel geriet aufgrund seiner Handlung – der Spieler steuert einen Serienkiller während einer Zombieapokalypse und hat die Möglichkeit zu entscheiden, ob der Hauptcharakter weibliche Non-Player-Charaktere vergewaltigt – in die Kritik. So wurde das Spiel kurz nach der Veröffentlichung von der Spieleplattform Steam entfernt, nachdem das Unternehmen massiver Kritik ausgesetzt war. In Deutschland wurde das Spiel per Eilantrag durch die BPjM indiziert.

## Entwicklung und Veröffentlichung
Das Spiel wurde laut des Entwicklers für einen Nischenmarkt entwickelt und sollte nur in Regionen veröffentlicht werden, in denen derartige Themen legal sind. Der Entwickler erklärte in einer Mitteilung, dass er ein Spiel machen wollte, „das ihn unterhalte“ und dass es andere Spieler geben könne, „denen das Spiel gefallen könnte.“ Das Spiel sollte eine Freigabe ab 18 Jahren erhalten. Bei Steam ist es seit Juni des Jahres 2018 für Entwickler möglich, gegen eine Gebühr von 100 US-Dollar ein Spiel zu veröffentlichen, ohne dass dieses von der Plattform auf dessen Inhalte geprüft wird.

## Gameplay
Bei Rape Day handelt es sich um eine Visual Novel, bei der der Spieler einen Serienkiller steuert. Das Spieleszenario stellt eine post-apokalyptische Handlung dar, in der die Welt von Zombies heimgesucht wird. Der Spieler muss gegen diese Zombies um das Überleben kämpfen und trifft im Laufe der Geschichte auf diverse weibliche Charaktere. Der Spieler hat die Handlungsfreiheit, seinen gesteuerten Charakter mit diesen Charakteren interagieren zu lassen.

## Kontroverse
Bereits kurz nach der Veröffentlichung des Spiels auf der Computerspiel-Plattform Steam stieß es auf massive Kritik aus aller Welt. So gab es in den sozialen Netzwerken wie Twitter und auf Steam selbst zahlreiche Aufforderungen, das Spiel zu stoppen. Weltweit wurden Online-Petitionen gestartet, die an Bezahldienste wie Visa, Mastercard und PayPal gerichtet sind, das Spiel zu verbannen.
Das Spiel wurde eine Woche nach Veröffentlichung von Steam entfernt. Auch auf Humble Bundle wurde Rape Day kurze Zeit nach dessen Herausgabe gebannt. In Deutschland wurde Rape Day in einem Eilverfahren von der Bundesprüfstelle für jugendgefährdende Medien (BPjM) indiziert, während in Österreich aufgrund diverser Hindernisse kein Verbot des Spiels zustande kam. Laut Bundesprüfstelle für jugendgefährdende Medien sei das Spiel nicht nur jugendgefährdend, sondern erfülle wegen seiner Darstellung von Vergewaltigungen und Sexualmorden den Straftatbestand der Gewaltpornografie nach §184a Strafgesetzbuch, weswegen eine Verbreitung des Spiels innerhalb Deutschland unter Strafe gestellt wird. Die britische Abgeordnete Hannah Bardell hat eine Anfrage gestellt, das Spiel kurz nach der Entfernung von der Plattform Steam von der Regierung überprüfen zu lassen. Auch in Südafrika wurden Forderungen nach einem Verbot des Spiels laut.
Im Zuge dieser Kontroverse beschäftigten sich Deutschlandfunk Kultur, Netzpolitik.org und Neues Deutschland mit der Radikalisierung in der Gaming-Szene, wobei Netzpolitik und Neues Deutschland dies auf eine politische Ebene übertrugen.
Jake Roberts, der Spiele-Entwickler, startete eine Gegenpetition, in der er von einem „drakonischen Moralismus“ einer „lautstarken Minderheit“ spricht. Auf der inzwischen nicht mehr zugänglichen Internetseite des Spiels gab der Entwickler ein Statement zu dem Verbot des Spiels ab:

“This visual novel has been banned from Paypal, Humble Bundle, Steam, Send Owl, and DeviantArt. Germany will be adding this website to a list of media harmful to minors and UK is reviewing their laws to ban Rape Day, and there is a South African petition that intends to be taken to the local government as well as the United Nations. We live in a time, when guides such as the Communist Manifesto that lead to the deaths of millions, are freely sold, while a fictional story that offends a vocal minority is censored and banned.”

„Diese Visual Novel wurde von PayPal, Humble Bundle, Steam, Send Owl und DeviantArt verbannt. Deutschland wird diese Seite einer Liste der jugendgefährdenden Medien hinzufügen und das Vereinigte Königreich überprüft seine Gesetze um Rape Day zu verbieten und es gibt eine Petition in Südafrika, die auf darauf abzielt die lokale Regierung und die Vereinten Nationen auf den Plan zu rufen. Wir leben in einer Zeit, in der Ratgeber wie das Kommunistische Manifest, das zu Millionen von Toten geführt hat, frei verkäuflich ist, während eine fiktive Geschichte, die eine lautstarke Minderheit empört, zensiert und verboten wird.“